# Gelände
Dieser Artikel wurde wegen inhaltlicher Mängel auf der Qualitätssicherungsseite des Portals Geowissenschaften eingetragen. Dies geschieht, um die Qualität der Artikel im Themengebiet Geowissenschaften zu steigern. Bitte hilf mit, die Mängel zu beseitigen, oder beteilige dich an der Diskussion. (+)

Begründung: Siehe Diskussion, der QS-Eintrag wurde ohne Kommentar oder Änderung entfernt. --S.K. (Diskussion) 22:25, 29. Nov. 2021 (CET)
Das Gelände, auch Relief, Terrain oder Topografie, ist die natürliche Erdoberfläche mit ihren Höhen, Tiefen, Unregelmäßigkeiten und Formen.
Eine grafische Darstellung des Geländes wird bei großen Maßstäben Geländeplan genannt, bei kleineren Maßstäben (z. B. 1:5.000) hingegen Grund- (Deutschland) bzw. Basiskarte (Österreich) und ab etwa 1:20.000 topografische Karte.

## Definitionen
Physikalisch ist das Gelände die Grenzschicht zwischen der festen Erdkruste (Lithosphäre) auf der einen sowie der Luft (Erdatmosphäre) und den Gewässern (Hydrosphäre) auf der anderen Seite.
- Als Relief (französisch ‚das Hervorgehobene‘) bezeichnet man im Sinne der Geologie allgemein die Oberflächengestalt der Erde, wie sie durch innere, geologische und äußere Kräfte geformt ist.
- Als Topografie (von griechisch τόπος tópos, deutsch ‚Ort‘ und γράφειν gráfein, deutsch ‚zeichnen‘, ‚beschreiben‘, sinngemäß ‚Geländeskizze‘) wird in den Geowissenschaften die Abweichung der Erdoberfläche von der mathematischen Erdfigur (Geoid bzw. Ellipsoid) bezeichnet. Ihr Einfluss auf die Niveauflächen wird in der Höheren Geodäsie topografische Reduktion genannt.
- In der Kartografie ist Gelände (zu althochdeutsch lant) speziell die naturtreu darzustellende Oberfläche mit ihren typischen Landformen. Topografie im Sinne der Kartografie beinhaltet neben dem Gelände auch die mit dem Gelände fest verbundenen Oberflächenobjekte.
- Von Terrain (französisch, zu lateinisch terra ‚Erde‘) spricht man in Land- und Forstwirtschaft, der Kulturtechnik, dem Bauwesen und ähnlichen wirtschaftlichen Gebieten.

Das Gelände entspricht somit der Erdoberfläche, ohne die darauf befindlichen Objekte (geografische Situation), auch ohne die Wasserkörper der Gewässer, umfasst also die ganze Landfläche, in erweitertem Sinne auch die Gründe der Gewässer (Betten der Süßgewässer, Meeresboden). Nach dieser Definition ist der Ozeanboden das untermeerische Gelände, doch nennt die Ozeanografie auch die kleinen Unregelmäßigkeiten des Meeresspiegels die Meerestopografie.
Im erweiterten Sinne bezieht sich Gelände auch auf die Oberflächen anderer Himmelskörper.
Militärisch wird Gelände nach der Erschließungsform in urbanes (besiedeltes) und rurales Gelände sowie Wildnis unterschieden, sowie nach der Bedeckung in offenes, teilbedecktes und bedecktes Gelände und nach dem Höhenunterschied zwischen Geländegrund und Geländehöhen in flaches und bergiges Gelände mit Mittelgebirge sowie Hochgebirge.

## Fachgebiete
Ihre Vermessung und Erforschung ist Gegenstand der Geowissenschaften:
- Topografie – Vermessung und Beschreibung von natürlichen und künstlichen Geländeformen
- Geomorphologie – Beschreibung und Erklärung der natürlichen Geländeformen
- Orografie – Beschreibung und Erklärung der Geländeformationen im Zusammenhang mit den Fließgewässern
- Geodäsie – Vermessung der Erdoberfläche einschließlich Situation
- Kartografie – Abbildung der Erdoberfläche
- Hydrografie – Vermessung und Beschreibung der Gewässerböden
- Bathymetrie – Vermessung und Beschreibung der Meeresböden
- Planetologie – Morphologie anderer Himmelskörper

## Geländeformen
Kleinräumige Strukturen der Landoberfläche werden Geländeform oder Geländeformation, auch Erdform oder Landformen genannt. Sie sind ein geomorphologisches Phänomen, die natürliche Form (Landschaft) eines Geländes oder Landschaftsteils, z. B. Gebirge, Tal, Dünen, Felsformation.
Sie werden von der Geomorphographie deskriptiv und typologisch erarbeitet, ihre Vermessung wird als Geländeaufnahme bezeichnet.

### Idealisierte Geländeformen

Ebene

Mulde

Rücken

Kessel

Kuppe

Sattel

Es lassen sich allgemein bei einem ebenen Element zwei Achsen aufspannen, und die Krümmung entlang der Achsen messen (Hauptkrümmungen) – je nach Richtung ist das Element entlang der einen oder beiden eben, konvex oder konkav. Aus dem vorherrschenden Charakter ergeben sich folgende Grundelemente der Topografie (Reliefelemente):
- Ebene (ohne Charakter): Ebene, Plateau
- Rücken (einachsig konvex, langgestreckte Aufwölbung): Bergrücken, Bergkamm, Schwelle, geologisch: Antiklinale
- Mulde,  (einachsig konkav, Einkerbung): Tal, geologisch: Synklinale
- Kuppe (zweiachsig konvex, Erhebung): Gipfel und ihre zahlreichen Gipfelformen
- Kessel (zweiachsig konkav, Vertiefung): Senke/Becken
- Sattel (konkav/konvex): Bergsattel/Gebirgspass

Als geomorphographische Formelemente kommen neben Wölbung und Grundform auch noch Informationen über Neigung und Exposition hinzu, sowie weitere geowissenschaftliche Metainformationen, wie Material, Bodenbeschaffenheit, Bewuchs und Bebauung und anderes.

### Markante Geländelinien und Punkte
Durch Strukturlinien lässt sich das Gelände gliedern. Man unterscheidet Geripplinien (weiche Kanten) und Bruchkanten (harte Kanten). Zu den Geripplinien gehören die Rücken- und Muldenlinien.
Eine Rückenlinie ist die höchste Linie entlang eines Bergrückens bzw. einer langgezogenen Aufwölbung. Rückenlinien stellen im Regelfall Wasserscheiden dar: das Regenwasser fließt in den rechten oder linken Hang ab. Besonders markante Rückenlinien im Hochgebirge heißen Kammlinien.
Mulden- oder Tallinien sind die tiefsten Linien im Verlauf einer Mulde oder einem Tal. Sie stellen die Wassersammler dar, wohin das von den Hängen abfließende Wasser zusammenströmt und entlang einer tiefer folgenden Linie weiterfließt. In Mulden sind diese Linien nicht immer klar ausgeprägt, in einem Tal jedoch durch das gleichsinnige Gefälle der Talsohle definiert, wo meist auch der Fluss verläuft.
Unter einer Bruchkante versteht man einen Knick im Gelände. An Bruchkanten ändert sich das Gefälle sprunghaft, und an diesen Linien knicken in der Landkarte die Höhenlinien. Eine besonders markante Form der Bruchkante ist die Abbruchkante, die fast senkrecht verlaufen kann. Im Kartenbild liegen die Höhenlinien quasi übereinander, gehen aber dann meist in einen Steilhang über.
- Weitere markante Geländelinien:
  - Höhenlinie (Schichtenlinie): Linie gleicher Meereshöhe
  - Falllinie: Linie des stärksten Gefälles, rechtwinklig zu den Höhenlinien.
- Markante Geländepunkte:
  - Kuppenpunkt: höchster Punkt auf einer Kuppe, im Gebirge der Berggipfel
  - Kesselpunkt: tiefster Punkt in einem Kessel (Kar, Talkessel o. ä.)
  - Sattelpunkt (Pass, Joch): Punkt, an dem sich Rücken- und Muldenlinie schneiden: tiefster Punkt der Rückenlinie, aber höchster der Muldenlinie.

## Geländeaufnahme
Unter einer Geländeaufnahme versteht man die messtechnische Erfassung der Geländeformen (die Grenzvermessung ist hingegen Aufgabe des Katasters, die rechtliche Sicherung jene des Grundbuches).
Bei manueller Messung wird das Gelände anhand der markanten Formen strukturiert aufgenommen. Zwischen den markanten Punkten und Linien werden die Messungen profilartig verdichtet.
- Tachymetrie

Bei automatischer Erfassung müssen sehr viele Punkte gemessen werden, damit die markanten Formen mit erfasst werden.
- luftgestütztes Laserscanning
- automatische Verfahren in der Luftbildphotogrammetrie

Eine Besonderheit ist die direkte Erfassung von Höhenlinien beim Messtischverfahren mit der Kippregel oder bei manueller Auswertung in der Luftbildphotogrammetrie.

## Geländedarstellung

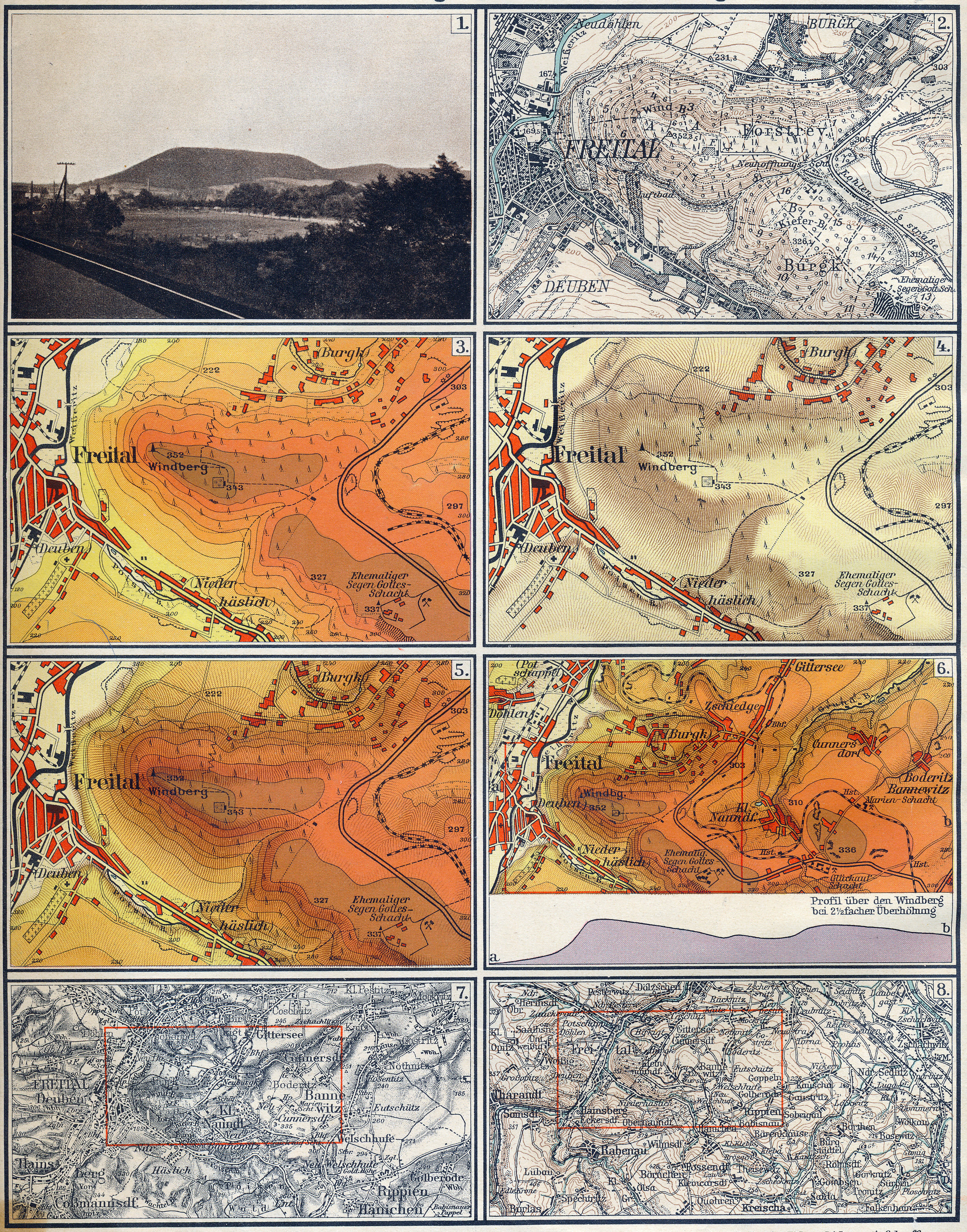
Unterschiedliche Geländedarstellungen im Lange-Diercke, Sächsischer Schulatlas (um 1930): Gebiet des Windbergs (Freital, Sachsen), 1. Naturaufnahme, 2. Meßtischblattdarstellung (1:25.000), 3. Farbige Höhenschichten (1:25.000), 4. Schraffen (1:25.000), 5. Farbige Höhenschichten mit Schraffen (1:25.000), 6. Farbige Höhenschichten mit Schraffen (1:50.000), 7. Darstellung der Reichskarte (1:100.000), 8. Darstellung der amtlichen Karte (1:200.000)

Die Darstellung der Geländeformen in Landkarten ist Aufgabe der Kartografie. Für diese Geländedarstellung wurden seit dem 18. Jahrhundert spezielle Verfahren entwickelt, die von der Kavalierperspektive über Auf- und Grundrisse mit Höhendaten (kotierte Projektion) bis zu den Schraffenkarten des 19. Jahrhunderts bis zur modernen Schichtenlinien-Kartierung mit Schummerung, Kartensignaturen, Felszeichnung und verwandten Darstellungsformen reichen. Neuere Geländeaufnahmen werden meist unmittelbar in Datenbanken verspeichert, bearbeitet und in digitalen Karten veranschaulicht.
Geländedarstellung umfasst:

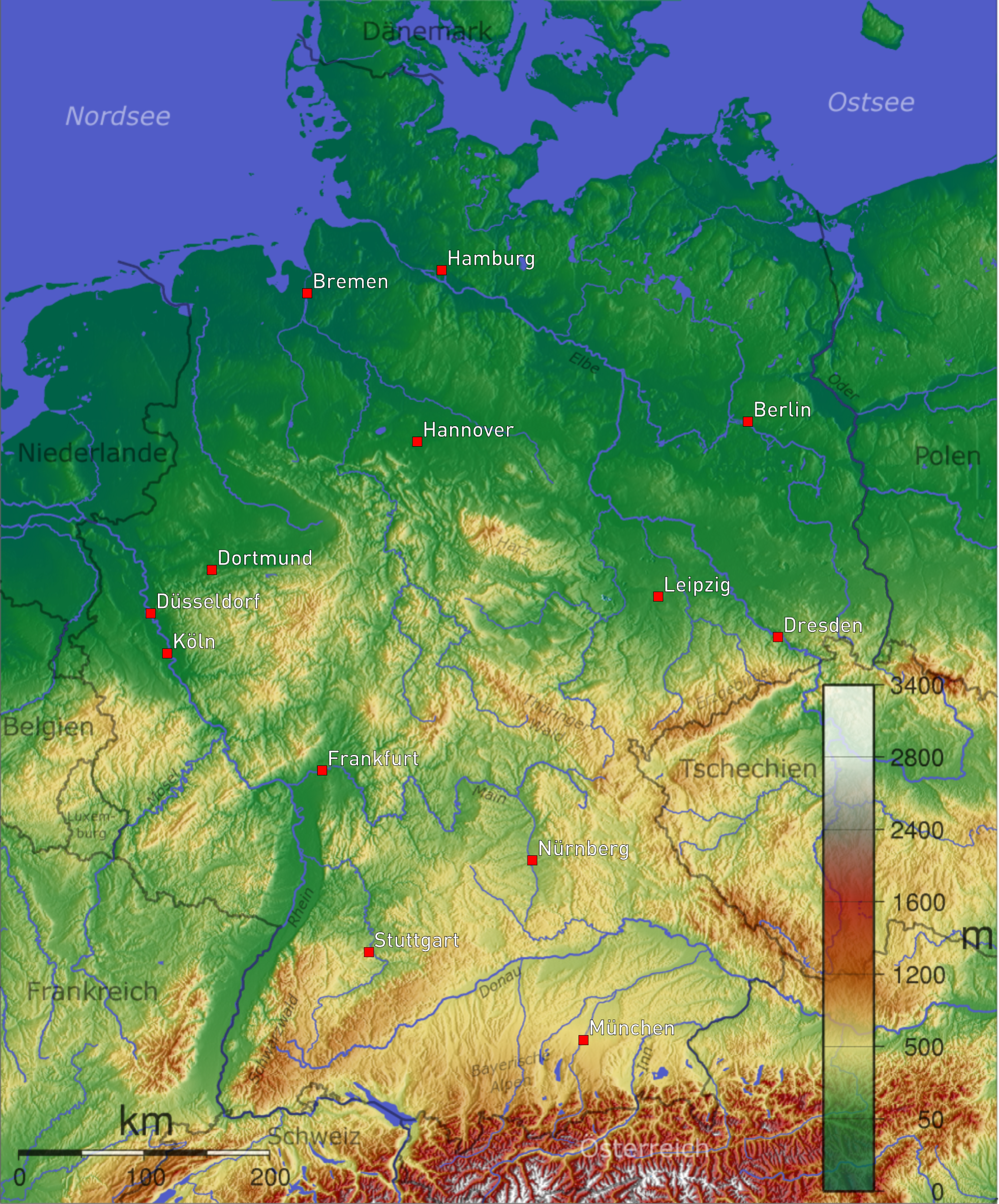
Kleinmaßstäbliche topografische Karte mit farbcodierten Höhenschichten und Schummerung

- Kartensymbolik in Karten und auf Plänen
- dreidimensionale Reliefs
- digitale Geländemodelle

Daneben erfolgt eine Verknüpfung des Geländes mit zahlreichen anderen geowissenschaftlichen Aspekten, von den Namen (Toponomastik) bis hin zu komplexen Zusammenhängen. Diese werden in Karten allgemein, Spezialkarten, und modern in Geoinformationssystemen dargestellt.
Das Gelände wird auf Karten oft wie folgt dargestellt:

### In großen Maßstäben
- Signaturen für Kleinformen
  - Felszeichnung
  - Schraffen (Böschungs- oder Schattenschraffen)
  - Böschungsignaturen (Liniear- oder Keilschraffen)
- Höhenlinien
- Höhenpunkte, (Kote)

### In kleinen Maßstäben
- farbige Höhenschichten (siehe Hypsometrie)
- Schummerung
- Gebirgsschraffen (in historischen Karten)